# یوجی‌جی
یوجی‌جی (انگلیسی: UGG) شرکت پوشاک و کفش آمریکایی است، که در سال ۱۹۷۸ توسط برایان اسمیت تأسیس شد و هم‌اکنون زیرمجموعه‌ای از شرکت دکرس اوتدور می‌باشد.